# Friedrich Ludwig Kanoffski von Langendorf

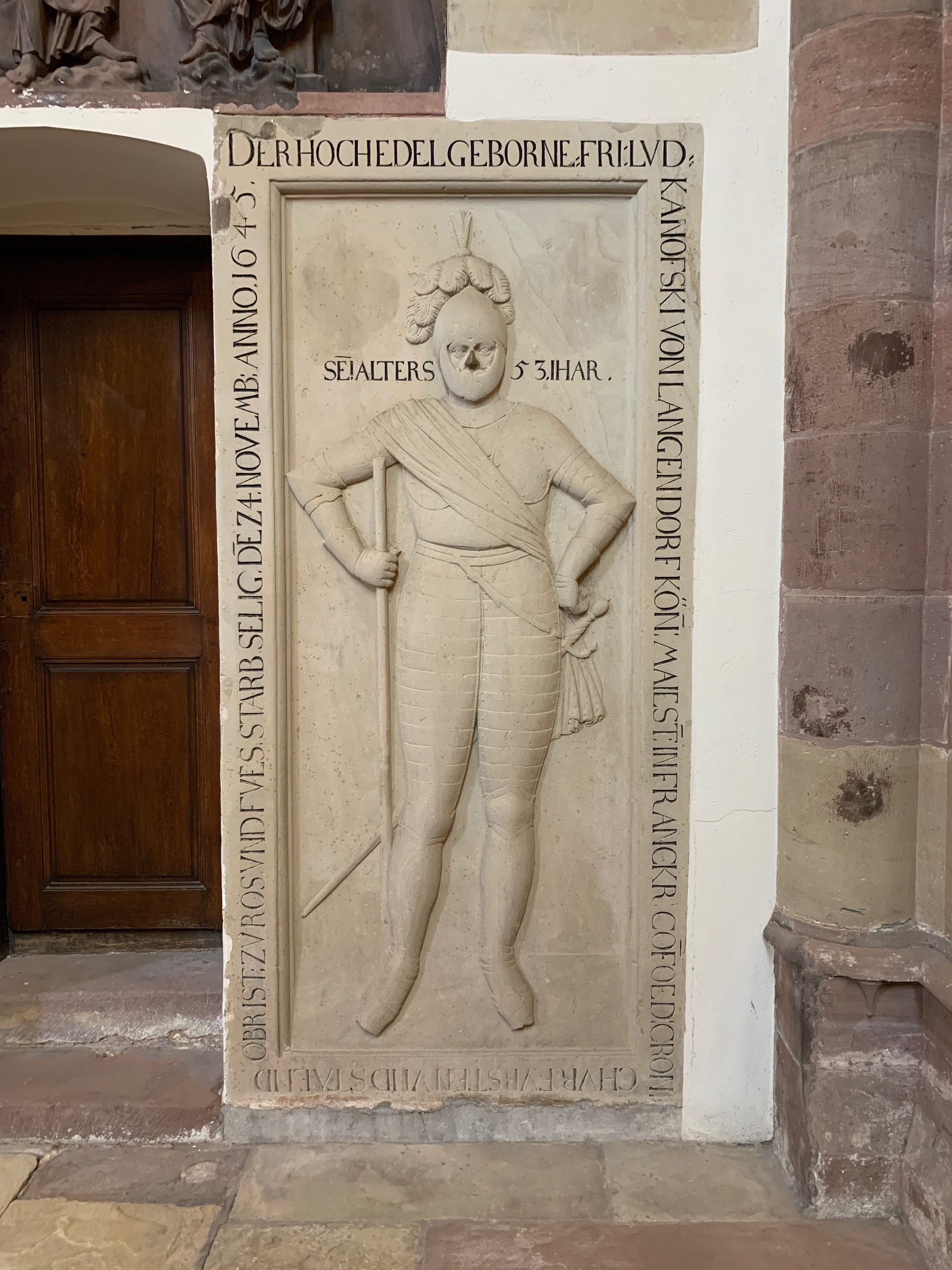
Grabstätte Kanoffskis in der Thomaskirche zu Straßburg

Friedrich Ludwig Kanoffski von Langendorf (* 1592; † 1645 in Straßburg) war im Dreißigjährigen Krieg auf Seiten der Schweden und Bernhard von Weimar Stadtkommandant von Freiburg im Breisgau.

## Leben
Friedrich Ludwig Kanoffski entstammt der pfälzisch-württembergischen Linie des böhmischen Rittergeschlechts der Chanowsky-Dlauhowesky von Langendorf. Er war ein Sohn des Forstmeisters Heinrich Chanowsky von Langendorf und der Johanna, geborene Raphi.

### Stadtkommandant in Freiburg unter schwedischer Besatzung
Im Zuge der ersten Eroberung Freiburgs im Dreißigjährigen Krieg gegen Ende des Jahres 1632 durch die Schweden unter General Horn wird der aus einem Böhmischen Adelsgeschlecht stammende Oberwachtmeister Kanoffski 1633 Stadtkommandant. Seine Kommandantur zeichnet sich durch Toleranz gegenüber der katholischen Bevölkerung aus, die jedoch unter einer Besatzung von 1500 Mann alle Leiden des Krieges erdulden muss. Kanoffski wohnt im Haus des Junkers Johann Balthasar Stump und lernt dort die Tochter des Hauses Anna Jolantha kennen und lieben. Der folgenden Mischehe entstammen zwei Kinder. Insgesamt sollen während der schwedischen Besatzung 200 gut katholische Bürgermädchen lutherisch getraut worden sein.

### Übernahme der Stadt durch die Spanier
Ende Oktober 1633 rückt eine spanische Streitmacht von 16000 Mann unter Herzog Feria auf Freiburg zu und zwingt die schwedische Besatzung, die Stadt zu räumen. Schon am 21. Oktober lässt Stadtkommandant Kanoffski den städtischen Obristmeister rufen: Die Kaiserlichen rücken immer näher und Freiburg ist unhaltbar; deshalb verabschiede ich mich. Was während meines Commando's sich Übels begeben, schreibe man nicht mir, sondern dem leidigen Kriege zu. Ich übergebe hiemit die Schlüssel der Thore. Anschließend verlässt er Freiburg und begibt sich zur Armee Bernard von Weimars am Oberrhein.

### Erneut Stadtkommandant unter Bernard von Weimar
Als Bernard von Weimar zu Ostern 1638 mit einer französisch-schwedischen Armee vor Freiburg steht, ist Kanoffski unter den Belagerern. Er lässt durch einen Bauern in die Stadt melden, er hoffe, in ein paar Tagen wieder Freiburger Küchle zu essen. Sein Wunsch wird ihm erfüllt, denn am Weißen Sonntag nach 11-tägiger Beschießung ergibt sich Freiburg unter Zusicherung der Verschonung von Plünderungen und des freien Abzugs für die Besatzung. Jetzt bekommt Kanoffski nicht nur seine hausgemachten Küchle, sondern Bernard ernennt ihn auch zum Stadtkommandanten. Nach dem frühen Tod seiner ersten Frau hält Kanoffski diesmal nicht in Freiburg Brautschau, sondern verehelicht sich 1639 in Straßburg mit Maria Salome Wetzlerin von Marsilien. Als die jungvermählte Frau Stadtkommandantin in Freiburg auftaucht, verehrt ihr der Stadtrat einen Halsschmuck von tausend Granaten und zwei goldenen Ringen.
Kanoffski verteidigt die Interessen der Freiburger Bürger vehement, als Bernard von Weimar sie zu Schanzarbeiten bei der Belagerung Breisachs heranziehen will. Nach dem Fall der Reichsfestung möchte Richelieu umgehend einen französischen Stadtkommandanten einsetzen, doch darauf lässt sich der Herzog von Weimar nicht ein und macht stattdessen Breisach zum Sitz einer Fürstlich Sächsischen Regierung.
Als der Herzog 1639 überraschend stirbt übernehmen die Franzosen seine Besitzungen und Truppen. Nun ist es Kanoffski, der sich zunächst erfolgreich einer direkten Kollaboration widersetzt, weil man dann von einer anderen Nation ins Gelübde genommen werden könnte und wohl bald französisch dörffte werden miessen. Aller Widerstand ist vergebens. Die Freiburger, nachdem sie unter protestantischer Herrschaft zunächst der schwedischen Königin gehuldigt und dann 1639 den Eid auf die Fürstlich Sächsische Regierung in Breisach ablegt hatten, müssen endlich 1642 dem französischen Souverän die Treue schwören.

### Belagerung Freiburgs durch die Kaiserlichen
Im Jahre 1644 zog eine Chur-Bayerische-Reichs-Armada unter ihrem Generalfeldmarschall Franz von Mercy mit etwa 10000 Mann Fußvolk und fast ebenso vielen Berittenen, unter dem Befehl Jan van Werths, in Richtung Westen. Die Ankunft der bairischen Truppen erwartend, bemühte sich Festungskommandant Kanoffski, Freiburg mit seiner nur 1650 Mann starken Besatzung verteidigungsbereit zu machen. Er befahl, dass sich die Bäcker wieder mit vorrätiger Frucht zu versehen, ferner alle Bauern die Stadt zu verlassen und die Wirte keine Nachtzettel mehr auf solche und Fremde überhaupt auszustellen hätten. Für ein freies Schussfeld und damit sich die Belagerer nicht in den Gebäuden vor der Stadt verschanzen können, ließ Kanoffski die im Vorfeld Freiburgs liegenden Frauenklöster St. Agnes, Clara und Magdalena, das Reuerinnenkloster und das Kloster der Regelschwestern sprengen, ferner alle Schleifmühlen sowie die Lehener und die Prediger-Vorstadt abbrennen. Ende Juni begann Mercy die Belagerung. Die Stücke der Angreifer schlugen immer neue Breschen in die altertümliche Befestigungsmauer. Auch warfen die Belagerer Feuerkugeln in die Stadt.
Diesmal schonte Kanoffski seine Bürger nicht, so dass sie sich beschwerten: Denn nicht allein werden wir durch die Verpflegung und Verköstigung der Soldaten in die äußerste Armuth gebracht, sondern auch mit dem Degen gezwungen, während des Kampfes sogar Sturmkrüge hinauszuwerfen und die geschossenen Breschen wieder zu vermauern Doch da hilft kein Jammern. Die Bürger mussten weiter in Stattgraben steygen, Pallisaden tragen, die Löcher vermachen, Strohe herbey thuen, selbiges den Fewerwerffern reichen und dardurch den Leyb bloss geben.

### Kapitulation der Stadt
Freiburg kapituliert am 27. Juli 1644 und wird von den Kaiserlichen besetzt. Die Bayern verloren während der einmonatigen Belagerung 1600 Mann, während Kanoffski noch 1000 Mann seiner schwedisch-französischen Besatzung bleiben. Dem Kommandanten und seinen tapferen Verteidigern wird ein ehrenvoller Abzug in der klassischen Manier mit klingendem Spiel, mit fliegenden Fahnen, mit brennender Lunte und mit Kugel im Mund in die französische Festung Breisach gewährt.
Schon 1645 stirbt Friedrich Ludwig Kanoffski in Straßburg und wird dort in der St. Thomaskirche beigesetzt.

## Varia
Wegen der profitablen Heirat mit Anna Jolantha Stump und der weiteren Begebenheiten während seiner Funktion als Stadtkommandant setzte sich im Volksmund für von Langendorf der Name Kanof oder Kanug durch. Darunter verstand man früher in Freiburg einen besonders verschlagenen oder durchtriebenen Kopf.